# Velecvetna magnolija
Velecvetna magnolija (znanstveno ime Magnolia grandiflora) je vednozeleno drevo, ki je samoniklo na jugovzhodnem delu ZDA.

## Opis
Velecvetna magnolija lahko v višino doseže do 27,5 m in ima velike temnozelene liste, ki dosežejo v dolžino med 12 in 20 cm, v širino pa med 6 in 12 cm. Po spodnji strani so mehko rjavo dlakavi. Običajno ima drevo eno deblo, oblika krošnje pa je piramidasta. Cvetovi so smetanasto bele barve in imajo premer do 30 cm. Iz oplojenih cvetov se razvijejo 7,5–10 cm dolgi in 3–5 cm široki vijolični plodovi. Listi rastline so težki in odpadajo preko celega leta. Običajno pod drevesi naredijo debel sloj, zaradi česar pod drevesom običajno ne uspevajo druge rastline. Zgornja stran listov je zaščitena z debelo plastjo voska, zaradi česar rastlina dobro prenaša onesnaženost zraka, pa tudi sol.

## Razširjenost in uporabnost
Velecvetna magnolija najbolje uspeva na rahlo kislih, dobro odcednih tleh v sončnih ali polsenčnih zavetnih legah. Je priljubljena okrasna rastlina, ki dobro prenaša obrezovanje. V Veliko Britanijo so rastlino prinesli leta 1726, kasneje pa je postala priljubljena okrasna rastlina tudi v Franciji, kamor so prišli primerki iz Louisiane. O velecvetni magnoliji je leta 1731 v svoji knjigi The Gardeners' Dictionary na široko pisal že Philip Miller.
Les velecvetne magnolije je srednje težak, srednje trd in srednje žilav. Obdelan se ne zvija preveč in je zelo trpežen, zaradi česar je priljubljen za izdelavo pohištva, škatel, palet, žaluzij in vrat, pa tudi za furnir. Beljava lesa pri velecvetni magnoliji je rumenkasto bela, jedrovina pa je svetlo do temno rjave barve s pridihom rumene ali zelene. 
Rastlina vsebuje različne fenole, med katerimi so magnolol, honokiol in 3,5′-dialil-2′-hidroksi-4-metoksibifenil, ki imajo antibakterijske lastnosti. Zlasti so učinkoviti proti Gram-pozitivnim bakterijam, učinkovito pa delujejo tudi proti glivicam. Listi vsebujejo kumarine in sesquiterpenske laktone, med katerimi so costunolid, partenolid, costunolid diepoksid, santamarin in rejnozin.

## Ekologija
Drevo začne proizvajati semena pri starosti 10 let, višek moči pa doseže pri starosti okoli 25 let. Kaljivost semen je okoli 50%, razširjanje pa opravijo ptice (prepelice in purani) in različni sesalci, kot so veverice in oposumi.

## Taksonomija
Magnolia grandiflora je Carl Linnaeus opisal v svoji 10. izdaji Systema Naturae leta 1759, njegov opis pa je temeljil na Millerjevih zapisih. Znanstveno ime izvira iz latinskih besed grandis "velik" in flor- "cvet".